# Dirphia crassifurca
Dirphia crassifurca is een vlinder uit de onderfamilie Hemileucinae van de familie nachtpauwogen (Saturniidae).
De wetenschappelijke naam van de soort is voor het eerst geldig gepubliceerd door Claude Lemaire in 1971.

## Type
- holotype: "male, 7.IX.1956. R. Lichy"
- instituut: MNHN, Parijs, Frankrijk
- typelocatie: "Venezuela, Mérida, Valle la Mucuy, 2300 m"